# Đớp ruồi Nhật Bản
Đớp ruồi Nhật Bản (danh pháp hai phần: Cyanoptila cyanomelana) là một loài chim di cư biết hót. Nó sinh sản tại Nhật Bản, Hàn Quốc, và trong một số khu vực ở Trung Quốc và Nga. Mùa đông ở Đông Nam Á, đặc biệt là tại Việt Nam, Campuchia, Thái Lan, Sumatra và Borneo.

## Tham khảo

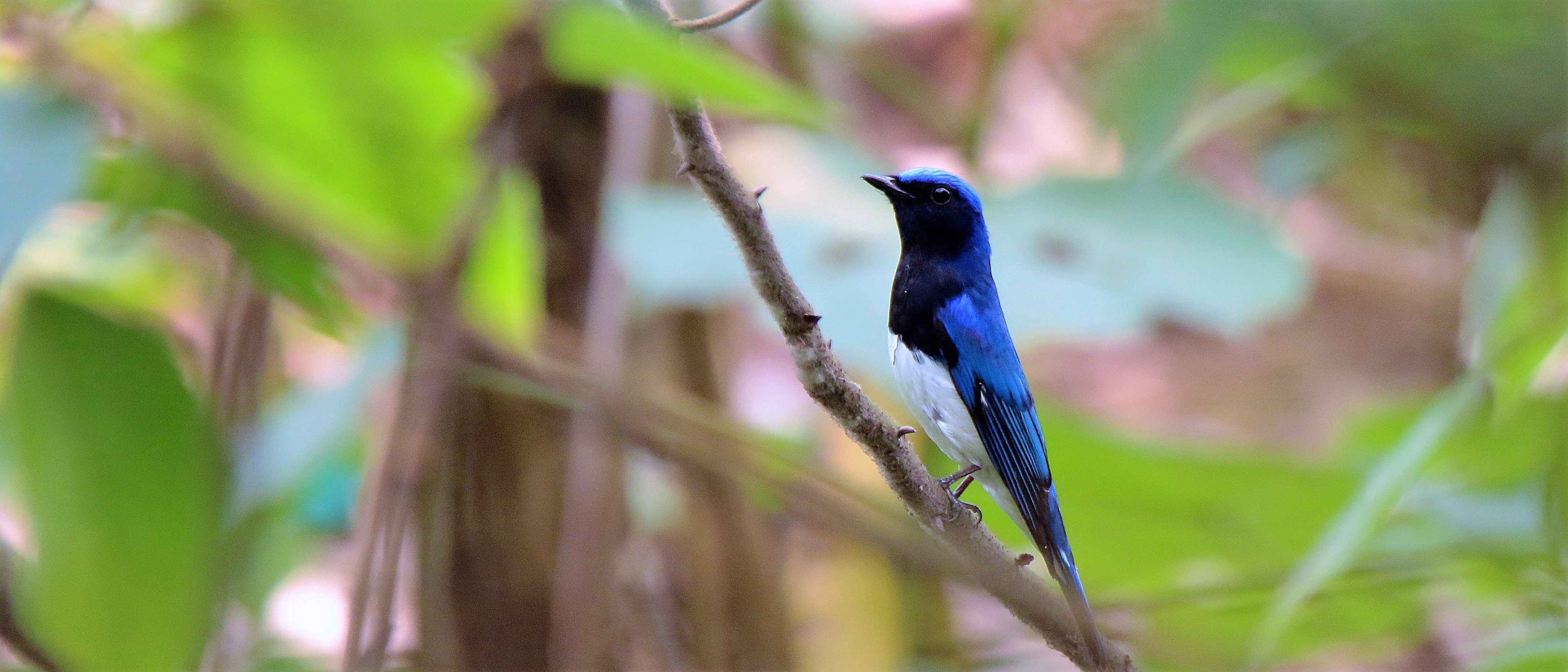
Đớp ruồi Nhật Bản